# Adolphe-Joseph Simonis Empis
Adolphe-Dominique-Florent-Joseph Simonis, genannt Empis (* 29. März 1795 in Paris; † 11. Dezember 1868 ebenda) war ein französischer Schriftsteller und Mitglied der Académie française.

## Leben
Adolphe Simonis, der später den Künstlernamen „Empis“ annahm, entstammte einer Familie des Pariser Bürgertums. Nach finanziellen Verlusten der Familie war er 1815 gezwungen, sich als kleiner Angestellter auf der Zivilliste König Ludwig XVIII. hochzuarbeiten.  Nach einer kurzen Begegnung mit Spontini wurde er ermutigt, sein Glück als Bühnenschriftsteller zu versuchen, und schrieb ein Libretto, das von Ferdinand Hérold und Auber vertont wurde. Etwa ab 1820 trat er als Autor von Libretti und Theaterstücken hervor, anfänglich in Zusammenarbeit mit Hippolyte Cournol (* 1795), Édouard Mennechet (1794–1845), Louis-Benoît Picard und Edouard Mazères (1796–1866), ab etwa 1835 als alleiniger Autor. Eines seiner Stücke wurde 1832 auch ins Deutsche übersetzt. Sein Theatererfolg brachte ihm 1847 den Sitz Nr. 36 in der Académie française ein. Ab 1856 Direktor (Administrateur) der Comédie-Française, musste er 1860 einer Intrige weichen und wurde zum Generalinspektor der Provinzbibliotheken ernannt (wie auch zum Kommandeur der Ehrenlegion). Er starb 1868 im Alter von 73 Jahren.

## Werke
- (mit Hippolyte Cournol) Sapho. Tragédie lyrique. 1822. (Musik von Anton Reicha)
- (mit Édouard Mennechet) Vendôme en Espagne. 1823.
- Bothwell. 1824, 1834.
- (mit Louis-Benoît Picard) Lambert Simnel ou le Mannequin politique. 1827.
- (mit Louis-Benoît Picard) L’agiotage ou Le métier à la mode. Paris 1826. Brüssel 1830.
- (mit Edouard Mazères) La Mère et la Fille. 1830.
  - (italienisch) 1845.
- (mit Edouard Mazères) La Dame et la Demoiselle. 1831.
  - (deutsch) Mädchen und Frau. Berlin 1832.
- (mit Edouard Mazères) Un changement de ministère. 1831.
- (mit Edouard Mazères) Une liaison. 1834.
- Lord Novart. 1836.
- Julie ou une séparation. Comédie en cinq actes et en prose. 1837.
- Un jeune ménage. 1838.
- Théâtre. 2 Bde. Paris 1840.
- L’Héritière ou Un coup de partie. 1844.
- L’ingénue à la cour. 1846.
- Les six femmes de Henri VIII. Scènes historiques. 2 Bde. 1854.